# Біла Вода (річка)
Біла Вода (чеськ. Bílá voda / Oldřišovský potok, пол. Biała Woda)   — річка в Чехії й Польщі, у Мораво-Сілезькому краї й Рациборському повіті Сілезького воєводства. Права притока Псіни (басейн Балтійського моря).

## Опис
Довжина річки 25 км, найкоротша відстань між витоком і гирлом — 15,20 км, коефіцієнт звивистості річки — 1,65 .

## Розташування
Бере початок на околиці Олдржишов (чеськ. Oldřišov) на північно-східній стороні від міста Опава у Мораво-Сілезькому краї. Тече переважно на північний схід через місто Кшановіце і на околиці Боянува ґміни Кшановіце впадає у річку Псіну, ліву притоку Одри.
Притоки: Потік Страховіцький (пол. Potok Strahovicki) (права).